# St Ives (Cambridgeshire)
St Ives ist eine Stadt und eine Verwaltungseinheit im District Huntingdonshire in der Grafschaft Cambridgeshire, England. St Ives ist 21,9 km von Cambridge entfernt. Im Jahr 2001 hatte sie 15.811 Einwohner. St Ives wurde 1086 im Domesday Book als Slepe erwähnt.
Partnerstadt ist seit 1989 das hessische Stadtallendorf.

## Persönlichkeiten
- Theodore Watts (1832–1914), Dichter und Literaturkritiker
- John Ruddy (* 1986), Fußballspieler